# Eugenia sarapiquensis
Eugenia sarapiquensis är en myrtenväxtart som beskrevs av P.E.Sánchez. Eugenia sarapiquensis ingår i släktet Eugenia och familjen myrtenväxter.
Artens utbredningsområde är Costa Rica. Inga underarter finns listade i Catalogue of Life.